# Дядько Ніно
«Дядько Ніно» — американський фільм 2003 року режисера Роберта Шаллкросса, продюсера Девіда Джеймса, з Джо Мантенья, Енн Арчер, П'єрріно Маскаріно, Тревором Морганом і Джіа Мантенья у головних ролях.
У фільмі йдеться про нещасливу родину, яка переживає кризу взаєморозуміння, і далекого родича у виконанні П'єрріно Маскаріно, що планує зблизити їх.

## Сюжет
Батько Роберт Мічеллі (Джо Мантенья) віддалився від своєї родини і думає лише про свою роботу та газон біля дому. В цей час після багатьох років відсутності на зв'язку Ніно — дядько Роберта (П'єрріно Маскаріно) прилітає до Америки з неочікуваним візитом і повною валізою домашнього італійського вина. Ніно допомагає сім'ї усвідомити справжню цінність сімейних стосунків.

## У ролях
| Актор              | Роль                      |
| ------------------ | ------------------------- |
| Джо Мантенья       | Роберт Мічеллі            |
| П'єрріно Маскаріно | дядько Ніно               |
| Енн Арчер          | Марі                      |
| Тревор Морган      | Боббі                     |
| Дюк Дойл           | Боунс                     |
| Деніел Адебайо     | Джої                      |
| Джіа Мантенья      | Джіа                      |
| Джанфранко Ланді   | водій вантажівки в Італії |
| Джессіка Зор       | MC                        |
| Морін Галлахер     | Еллен                     |